# Gare de Sirkeci
La gare de Sirkeci (en turc : Sirkeci Garı) est une gare terminus du réseau des Chemins de fer de l'État de la république de Turquie (TCDD) à Istanbul. Elle se trouve sur la partie européenne de la ville dans le quartier d'Eminönü dépendant du district de Fatih, non loin du parc Gülhane et du palais de Topkapı. 
Construite par les Chemins de fer Orientaux et inaugurée le 3 novembre 1890 par le sultan Abdülhamid II, la gare était réputée pour être le terminus de l'Orient-Express. En direction du Moyen-Orient, les trains partaient de la gare de Haydarpaşa, sur la rive asiatique de la ville.

## Situation ferroviaire

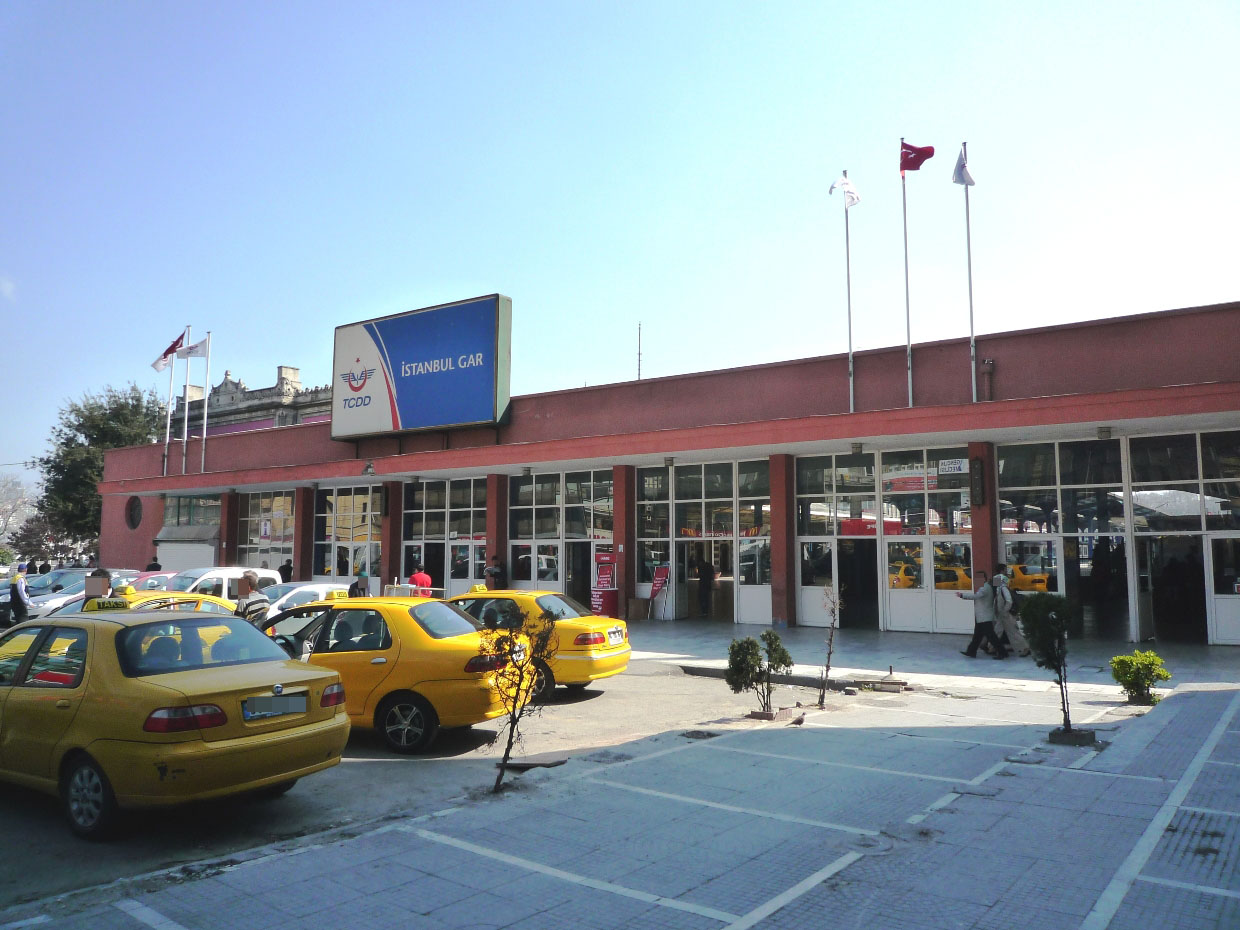
L'entrée de la gare souterraine.

La gare est l'origine de la ligne d'Istanbul à la gare frontière de Svilengrad en Bulgarie,  la liaison principale des Chemins de fer de l'État de la république de Turquie en Thrace orientale. 
Une nouvelle gare souterraine est mise en service le 29 octobre 2013 comme partie intégrante de la voie ferrée Marmaray à travers le Bosphore.